# På tredjedagen
|  | Denne artikel er oprettet af botten PalnaBot ud fra en ekstern database. Den kan derfor have sproglige fejl eller mangler. Denne skabelon kan fjernes efter kontrol af indholdet. |

På tredjedagen er en kortfilm fra 2012 instrueret af Christian Winther Bergstrøm efter manuskript af Lotte Mia Wever.

## Handling
Den gamle ensomme Vera forsøger at få dagene til at gå i sit lille hus på landet. I et skab gemmer hun liget af sin fornyeligt afdøde ægtemand. Da en østeuropæiske indbrudstyv aflægger besøg og afslører hendes hemmelighed, øjner hun chancen for at få et sidste ønske opfyldt.